# ZOEgirl
ZOEgirl était un groupe de rock chrétien évangélique, originaire de Brentwood, dans le Tennessee. Il était composé de trois chanteuses : Chrissy Conway-Katina, Alisa Childers, et Kristin Swinford-Schweain.

## Histoire
Le groupe est fondé en 1999 par Chrissy Conway-Katina, Alisa Childers, et Kristin Swinford-Schweain . Le premier album du groupe, intitulé du même nom, sort en 2000.
Le groupe a sorti leur premier album ZOEgirl (album) en 2000, avec quatre chansons qui ont fait le top five sur la radio. Le groupe a reçu un Dove Awards en 2002, dans la catégorie nouvel artiste de l'année.
Par la suite, le groupe a publié trois autres disques, ainsi qu'un disque rémixée et un single d'édition limitée.
Le groupe s’est séparé en 2006.

## Discographie
- ZOEgirl
- Life
- Different Kind of FREE
- Room to Breathe

### Album remix
- Mix of Life

On peut également trouver des chansons rémixées sur le Limited Edition Single de Life.
ZOEgirl

### Compilations
- With All of My Heart - The Greatest Hits
- The Early Years
- Top 5 Hits

### Karaoke
- Open Mic Karaoke, Volume 1, 2003 (Sparrow / EMD)
- Open Mic Karaoke, Volume 2, 2004 (Sparrow / EMD)

## Sources
1. ↑  (en) MacKenzie Wilson, « ZOEgirl – Artist Biography », sur AllMusic (consulté le 8 décembre 2018).
2. ↑  ZOEgirl - Three of a Kind , CCM Magazine, USA  2003
3. ↑  Don Cusic, Encyclopedia of Contemporary Christian Music: Pop, Rock, and Worship: Pop, Rock, and Worship, ABC-CLIO, USA, 2009, p. 145
4. ↑  (en) Chris Unthank, « ZOEgirl Says Goodbye », World of Christian Music (consulté le 20 juillet 2007)

- (en) Cet article est partiellement ou en totalité issu de l’article de Wikipédia en anglais intitulé « ZOEgirl » (voir la liste des auteurs).

## Liens
- (en) Site web officiel de ZOEgirl (archive)
- (en) Site web d'Alisa Childers
- (en) Site web de Kristin Schweain
- (en) Site web de Chrissy Katina